# Thalassa (Mythologie)

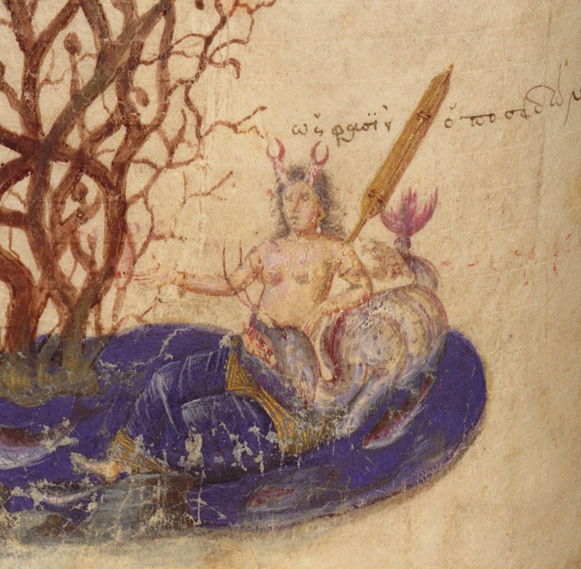
Thalassa. Ausschnitt aus einer Seite des Wiener Dioskurides (Konstantinopel, um 512)

Thalassa (altgriechisch-dorischer Dialekt und neugriechisch Θάλασσα Thálassa; altgriechisch-attischer Dialekt Θάλαττα Thálatta, deutsch ‚Meer‘) ist in der griechischen Mythologie die Verkörperung des Meeres.
Nach Hyginus Mythographus sind ihre Eltern Aither („Helligkeit“) und Hemera („Tag“). Ihr entspricht vor allem das (innere) Mittelmeer im Unterschied zu Pontos, der (äußeren) „hohen See“, und Okeanos, dem kosmischen Süßwasserozean.
Nach der Vereinigung mit Pontos gebar sie alles Leben in den Meeren und wird dadurch zur Mutter der Fische. Bei Nonnos erscheint sie als die Mutter der Aphrodite, die sie von Uranos empfing. Sie soll auch die Mutter des Aigaion sein, des Gottes der Meeresstürme. Nach Diodor ist sie die Mutter der Telchinen von Rhodos.
Eine bestimmte Gestalt kann man ihr nicht zuordnen. In manchen Darstellungen erscheint sie als durchsichtige Frau aus Meerwasser, in späteren als Frau mit Scheren von Krebsen im Haar. Auch mit einem Gürtel aus Algen oder dem Ruder eines Schiffes in der Hand wird sie gelegentlich dargestellt.